# 東方教會部
東方教會部（拉丁語：Congregatio pro Ecclesiis Orientalibus）是圣座的行政机构羅馬教廷的聖部之一。它是專責管理東儀天主教會的各個自治教會。現任部長為意大利籍的高德·古格罗蒂樞機，現任秘書長為喬治·德默特琉·加拉羅總主教。

## 歷史
在1917年之前，一直是聖座萬民福音部下的一個事務處。

## 簡介
東方教會部負責與東儀天主教會的各個自治教會聯繫，以協助其發展，並保護她們的權利，也會維護天主教會内的拉丁礼教会及各種东仪天主教会的共融、紀律和基督教傳統。

## 组织結構
天主教教會法規定，各東儀天主教會的宗主教和大總主教以及宗座基督徒合一促進理事會主席是東方教會部的當然成員。而且，成員和聖部的官員也是使用不同的禮拜儀式，以體驗教會的共融和反映禮拜儀式多元性。

## 历任部長

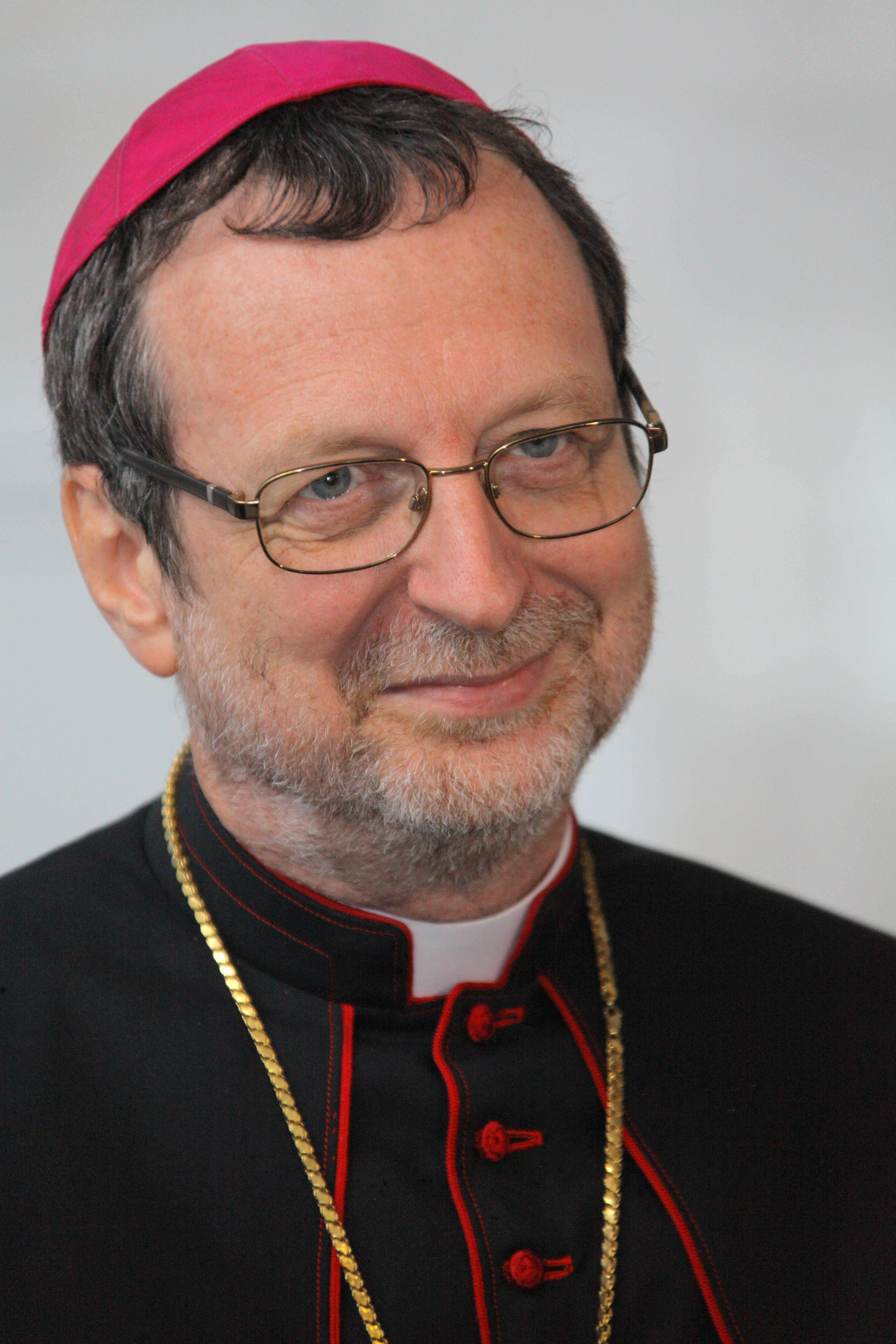
現任部長高德·古格罗蒂樞機

1. Gustavo Testa樞機（1967年－1968年）
2. Maximilien de Furstenberg樞機（1968年－1973年）
3. Paul-Pierre Philippe樞機（1973年－1980年）
4. Władysław Rubin樞機（1980年－1985年）
5. 杜萊薩米·西蒙·魯爾杜薩米樞機（1985年－1991年）
6. 阿基萊·西爾維斯特里尼樞機（1991年－2000年）
7. 依納爵·穆薩一世·達烏德樞機（2000年－2007年6月9日）
8. 良納·桑德里樞機（2007年6月9日－2022年11月21日）
9. 高德·古格罗蒂（英语：Claudio Gugerotti）樞機（2022年11月21日至今）

## 外部連結
- GCatholic.org （页面存档备份，存于）
- "Syro-Malankara Catholic Church - homepage"
- "Ukrainian Greek Catholic Church - homepage"
- "Syro- Malabar Major Archiepiscopal church"  （页面存档备份，存于）
- "Major Archbishop Cardinal Alenchery - Member ,Congregation for the Oriental Churches"  （页面存档备份，存于）